# Набиев, Юсиф Мустафа оглы
Юсиф Мустафа оглы Набиев — советский хозяйственный, государственный и политический деятель.

## Биография
Родился в 1926 году в селе Шихмахмуд. Член КПСС с 1946 года.
С 1941 года — на хозяйственной, общественной и политической работе. В 1941—1980 гг. — счетовод, заместитель главного бухгалтера, главный бухгалтер, инспектор-ревизор в системе промысловой и потребительской кооперации, начальник бюджетного отдела Министерства финансов
Нахичеванской АССР, заведующий филиалом бюро Государственной бухгалтерской экспертизы, заведующий городским финансовым отделом, управляющий Нахичеванской конторой Госбанка СССР, председатель Госплана Нахичеванской АССР, Председатель Совета Министров Нахичеванской АССР, первый секретарь Мингечаурского горкома партии.
Избирался депутатом Верховного Совета СССР 8-го созыва, Верховного Совета Азербайджанской ССР 9-го созыва.
Умер в Мингечауре в 1980 году.